# Дом, где разбиваются сердца
«Дом, где разбиваются сердца» (англ. Heartbreak House; подзаголовок Фантазия в русском стиле на английские темы (англ. A Fantasia in the Russian Manner on English Themes) — пьеса ирландского драматурга Бернарда Шоу, которая была начата в 1913 году и закончена в 1917. Состоит из трёх действий.
Является «одной из вершин интеллектуальной драмы», в которой все действующие лица спорят, полемизируют друг с другом, создавая «полифоническую, многоголосую дискуссию».
Пьеса завершает средний период творчества писателя.

## История создания
Пьеса была начата в 1913 году. По признанию самого Шоу, эту пьесу он написал под влиянием драматургии Антона Чехова, которого он считал одним из лучших драматургов своего времени. Однако начавшаяся в 1914 году Первая мировая война затормозила создание произведения. Книга была закончена в 1917 году, однако автор решился выпустить её в печать лишь после окончания войны — в 1919 году.

## Персонажи
- Капитан Шотовер — бывший моряк
- Гесиона, миссис Хэшебай — старшая дочь капитана
- Гектор Хэшебай — муж Гесионы
- Ариадна, леди Этеруорд — младшая дочь капитана
- Рэндел — брат мужа Ариадны
- Элли — приятельница Гесионы
- Мадзини Дэн — отец Элли
- Менген — жених Элли, промышленник
- Гинес — бывшая няня детей Шотовера, служанка
- Уильям Дэн — вор, бывший муж Гинес

## Сюжет
В дом капитана Шотовера по приглашению приезжает приятельница миссис Гесионы Хэшебай — Элли Дэн. Через некоторое время приезжает вторая дочь капитана Шотовера — леди Этеруорд. Однако капитан делает вид, что это не его дочь, а очередная гостья. Причина такого поведения оказывается проста — Ариадна, ни с кем не посоветовавшись, вышла замуж за Гастингса Этеруорда, которого капитан называет «чурбаном». Сам Гастингс ни разу на сцене не появляется, хотя о нём много говорится. Гесиона старается разубедить Элли выходить замуж за миллионера Менгена, который, как потом окажется, разорил её отца. Более того, Элли влюблена в некого аристократа. Этим аристократом оказывается муж Гесионы — Гектор, который «закормил» сказками Элли. Постепенно клубок сложных взаимоотношений между героями всё нарастает и нарастает. А в финале оказывается, что в пьесе нет ни одного героя, первое впечатление о котором совпало бы с его истинной сущностью. Это касается абсолютно всех героев, включая няню и вора.

## Главные темы

### Общество
Бернард Шоу в своей пьесе показал английское общество периода Первой мировой войны. Главные черты характера этого общества: безразличие и невежество высшего и среднего классов. Формально благополучное общество просто-напросто разлагается изнутри, разлагается морально. В пьесе нет ни одного положительного персонажа — каждый герой либо лицемер, либо лгун, либо просто злой человек. В пьесе Шоу показал английское общество изнутри. Дом, «где разбиваются сердца», это ещё и дом, «где всё тайное становится явным». И если во всех домах британского общества все пороки, вся подноготная тщательно скрывается, то в доме Шотовера всё наоборот — каждый старается вывести другого героя на чистую воду, при этом часто и сам себя выдаёт. Общество, которое показано в пьесе, просто обречено на уничтожение, причём, на самоуничтожение. Люди сами себя уничтожат — морально.

### Характеры
Каждый герой произведения олицетворяет определённый тип человека, определённый характер, которые мы можем встретить всегда и везде.
Гесиона олицетворяет собой красивую женщину, представительницу высшего света, которая уже и не знает, чем бы себя развлечь — не то помешать браку Элли и Менгена, не то ждать самолётов с бомбами.
Муж Гесионы — Гектор, представитель высшего света. Он красив, но ему скучно жить — он ищет новых любовных приключений, однако, его любовь к Гесионе сильнее всех увлечений. Из гордого красавца он превратился в «домашнюю собачку» жены.
Элли — представительница низов английского общества, которая всеми правдами и неправдами старается выбиться в люди. При этом, она продолжает любить своего отца. Однако, скорее всего, в скором времени она вовсе забудет все понятия о чести, любви, добре. Она готова выйти замуж без любви, главное бы — за миллионера.
Мадзини Дэн — отец Элли, представитель низов английского общества, который благодаря своим способностям в экономике и промышленности, мог бы выбиться в высший свет, однако этому помешал его друг — Менген. На протяжении всей пьесы остаётся интрига: кто же кого перехитрил — Мадзини Менгена или Менген Мадзини. Каждый раз в этой ситуации выясняются новые подробности. В конечном счёте, оказывается, что Мадзини перехитрил Менгена, а Менген не имеет ни гроша за душой — никакой он не миллионер.

## Художественные особенности
Пьеса, первоначально имевшая подзаголовок «драматическая фантазия» (англ. Dramatic fantasia), была в итоге определена Шоу как «фантазия в русском стиле на английские темы». В рамках данного жанра наблюдается тенденция выстраивать темы подобно музыкальным. Музыкальный термин «фантазия» сигнализирует об отсутствии формальных ограничений и указывает на сильное импровизационное начало, свободное развитие мысли автора, его сосредоточение на темах, а не на внешнем действии. По мнению Э. Бентли, подход к пьесам Шоу как к музыкальным произведениям оправдан лишь по отношению к «пьесам-дискуссиям» как «шовианским сонатам», самой удачной из которых стала пьеса «Дом, где разбиваются сердца».

## Постановка пьесы
Пьеса, из-за своей чрезвычайной сюжетной сложности, редко ставится на сценах театров. Впервые пьеса была поставлена в 1920 году на сцене Нью-Йоркского театра «Garrick». Существует также две основных видеоверсии пьесы.
Телевизионная версия, снятая в 1985 году режиссёром Энтони Пейджем.
DVD, основанный на версии 1977 года режиссёра Седрика Мессина.
- В 1962 году пьеса была поставлена в Московском театре Сатиры (постановка Валентина Плучека). В 1975 году спектакль был записан для телевидения. В ролях: Капитан Шатовер — Г.Менглет, леди Этеруорд — С. Тарасова, миссис Хэшебай — Н. Архипова, Гектор Хэшебай — А. Ширвиндт, Мадзини Данн — О. Солюс, Менген — А. Папанов, Элли Данн — З.Зелинская, няня Гинесс — Т. Пельтцер.
- В 2001 году пьеса была поставлена в Театре Дождей, Санкт-Петербург (постановка Натальи Никитиной).
- 14 февраля 2002 года на сцене БДТ им. Товстоногова состоялась премьера спектакля по пьесе (постановка Т. Н. Чхеидзе)[7].
- 13 июля [2005 года на сцене Московского театра «Мастерская Петра Фоменко» состоялась премьера спектакля по пьесе Шоу[8].